# Singoli al numero uno nella Billboard Streaming Songs nel 2018
Di seguito è proposta la lista dei singoli al numero uno nella Billboard Streaming Songs nel 2018.
La classifica delle Streaming Songs è redatta settimanalmente da Billboard e indica le canzoni più ascoltate nelle radio online, in on-demand e video sui più importanti servizi di streaming musicale statunitensi. I dati sono raccolti dalla Nielsen Broadcast Data Systems.

## Streaming Songs
| † | Indica la canzone con le migliori prestazioni del 2018 |

| Data         | Brano           | Artista                                 | Streaming (in milioni) | Totale settimane al numero uno | Fonti  |
| ------------ | --------------- | --------------------------------------- | ---------------------- | ------------------------------ | ------ |
| 3 gennaio    | Perfect         | Ed Sheeran & Beyoncé                    | 43,4                   | 1                              | [ 4 ]  |
| 6 gennaio    | Rockstar        | Post Malone feat. 21 Savage             | 37,7                   | 14                             | [ 5 ]  |
| 13 gennaio   | Rockstar        | Post Malone feat. 21 Savage             | 39,4                   | 14                             | [ 6 ]  |
| 20 gennaio   | Finesse         | Bruno Mars feat. Cardi B                | 38,3                   | 1                              | [ 7 ]  |
| 27 gennaio   | Havana          | Camila Cabello feat. Young Thug         | 44,9                   | 1                              | [ 8 ]  |
| 3 febbraio   | God's Plan †    | Drake                                   | 82,4                   | 11                             | [ 9 ]  |
| 10 febbraio  | God's Plan †    | Drake                                   | 83,3                   | 11                             | [ 10 ] |
| 17 febbraio  | God's Plan †    | Drake                                   | 79,6                   | 11                             | [ 11 ] |
| 24 febbraio  | God's Plan †    | Drake                                   | 75,5                   | 11                             | [ 12 ] |
| 3 marzo      | God's Plan †    | Drake                                   | 101,7                  | 11                             | [ 13 ] |
| 10 marzo     | God's Plan †    | Drake                                   | 92,8                   | 11                             | [ 14 ] |
| 17 marzo     | God's Plan †    | Drake                                   | 81,8                   | 11                             | [ 15 ] |
| 24 marzo     | God's Plan †    | Drake                                   | 72,9                   | 11                             | [ 16 ] |
| 31 marzo     | God's Plan †    | Drake                                   | 68,5                   | 11                             | [ 17 ] |
| 7 aprile     | God's Plan †    | Drake                                   | 61,1                   | 11                             | [ 18 ] |
| 14 aprile    | God's Plan †    | Drake                                   | 52,1                   | 11                             | [ 19 ] |
| 21 aprile    | Nice for What   | Drake                                   | 60,4                   | 4                              | [ 20 ] |
| 28 aprile    | Nice for What   | Drake                                   | 59,3                   | 4                              | [ 21 ] |
| 5 maggio     | Nice for What   | Drake                                   | 53,6                   | 4                              | [ 22 ] |
| 12 maggio    | Nice for What   | Drake                                   | 48,5                   | 4                              | [ 23 ] |
| 19 maggio    | This Is America | Childish Gambino                        | 65,3                   | 3                              | [ 24 ] |
| 26 maggio    | This Is America | Childish Gambino                        | 69,6                   | 3                              | [ 25 ] |
| 2 giugno     | This Is America | Childish Gambino                        | 45,2                   | 3                              | [ 26 ] |
| 9 giugno     | Yes Indeed      | Lil Baby & Drake                        | 37,6                   | 1                              | [ 27 ] |
| 16 giugno    | All Mine        | Kanye West                              | 36,3                   | 1                              | [ 28 ] |
| 23 giugno    | Lucid Dreams    | Juice Wrld                              | 38,8                   | 2                              | [ 29 ] |
| 30 giugno    | Sad!            | XXXTentacion                            | 48,9                   | 2                              | [ 30 ] |
| 7 luglio     | Sad!            | XXXTentacion                            | 47,5                   | 2                              | [ 31 ] |
| 14 luglio    | Nonstop         | Drake                                   | 58,6                   | 1                              | [ 32 ] |
| 21 luglio    | In My Feelings  | Drake                                   | 71,7                   | 8                              | [ 33 ] |
| 28 luglio    | In My Feelings  | Drake                                   | 116,2                  | 8                              | [ 34 ] |
| 4 agosto     | In My Feelings  | Drake                                   | 106,2                  | 8                              | [ 35 ] |
| 11 agosto    | In My Feelings  | Drake                                   | 95,4                   | 8                              | [ 36 ] |
| 18 agosto    | In My Feelings  | Drake                                   | 92,7                   | 8                              | [ 37 ] |
| 25 agosto    | In My Feelings  | Drake                                   | 71                     | 8                              | [ 38 ] |
| 1 settembre  | In My Feelings  | Drake                                   | 59,4                   | 8                              | [ 39 ] |
| 8 settembre  | In My Feelings  | Drake                                   | 50,5                   | 8                              | [ 40 ] |
| 15 settembre | Lucky You       | Eminem feat. Joyner Lucas               | 42,2                   | 1                              | [ 41 ] |
| 22 settembre | I Love It       | Kanye West & Lil Pump                   | 46,6                   | 2                              | [ 42 ] |
| 29 settembre | I Love It       | Kanye West & Lil Pump                   | 44,8                   | 2                              | [ 43 ] |
| 6 ottobre    | Lucid Dreams    | Juice Wrld                              | 41,6                   | 2                              | [ 44 ] |
| 13 ottobre   | Mona Lisa       | Lil Wayne feat. Kendrick Lamar          | 43                     | 1                              | [ 45 ] |
| 20 ottobre   | Drip Too Hard   | Lil Baby & Gunna                        | 41,3                   | 1                              | [ 46 ] |
| 27 ottobre   | Zeze            | Kodak Black feat. Travis Scott e Offset | 47,6                   | 3                              | [ 47 ] |
| 3 novembre   | Zeze            | Kodak Black feat. Travis Scott e Offset | 42,2                   | 3                              | [ 48 ] |
| 10 novembre  | Zeze            | Kodak Black feat. Travis Scott e Offset | 39,5                   | 3                              | [ 49 ] |
| 17 novembre  | Thank U, Next   | Ariana Grande                           | 55,5                   | 7                              | [ 50 ] |
| 24 novembre  | Thank U, Next   | Ariana Grande                           | 63,4                   | 7                              | [ 51 ] |
| 1 dicembre   | Thank U, Next   | Ariana Grande                           | 43,8                   | 7                              | [ 52 ] |
| 8 dicembre   | Thank U, Next   | Ariana Grande                           | 42,5                   | 7                              | [ 53 ] |
| 15 dicembre  | Thank U, Next   | Ariana Grande                           | 93,8                   | 7                              | [ 54 ] |
| 22 dicembre  | Thank U, Next   | Ariana Grande                           | 50,7                   | 7                              | [ 55 ] |
| 29 dicembre  | Thank U, Next   | Ariana Grande                           | 43,5                   | 7                              | [ 56 ] |

Note:
1. ↑  Ha raggiunto il numero uno anche nel 2017.